# Collis
Collis bildet zusammen mit Thränitz und Am Stern den 3,51 km² großen Ortsteil Thränitz  der Stadt Gera in Thüringen mit insgesamt 391 Einwohnern (Stand 31. Dezember 2011).

## Geographische Lage
Collis liegt südöstlich der Geraer Kernstadt zwischen den Ortsteilen Zschippern im Norden, Thränitz im Nordosten, Kaimberg im Südsüdosten und Pforten im Westen. Es befindet sich im Gessental, das vom Gessenbach, einem Zufluss der Weißen Elster, durchflossen wird.

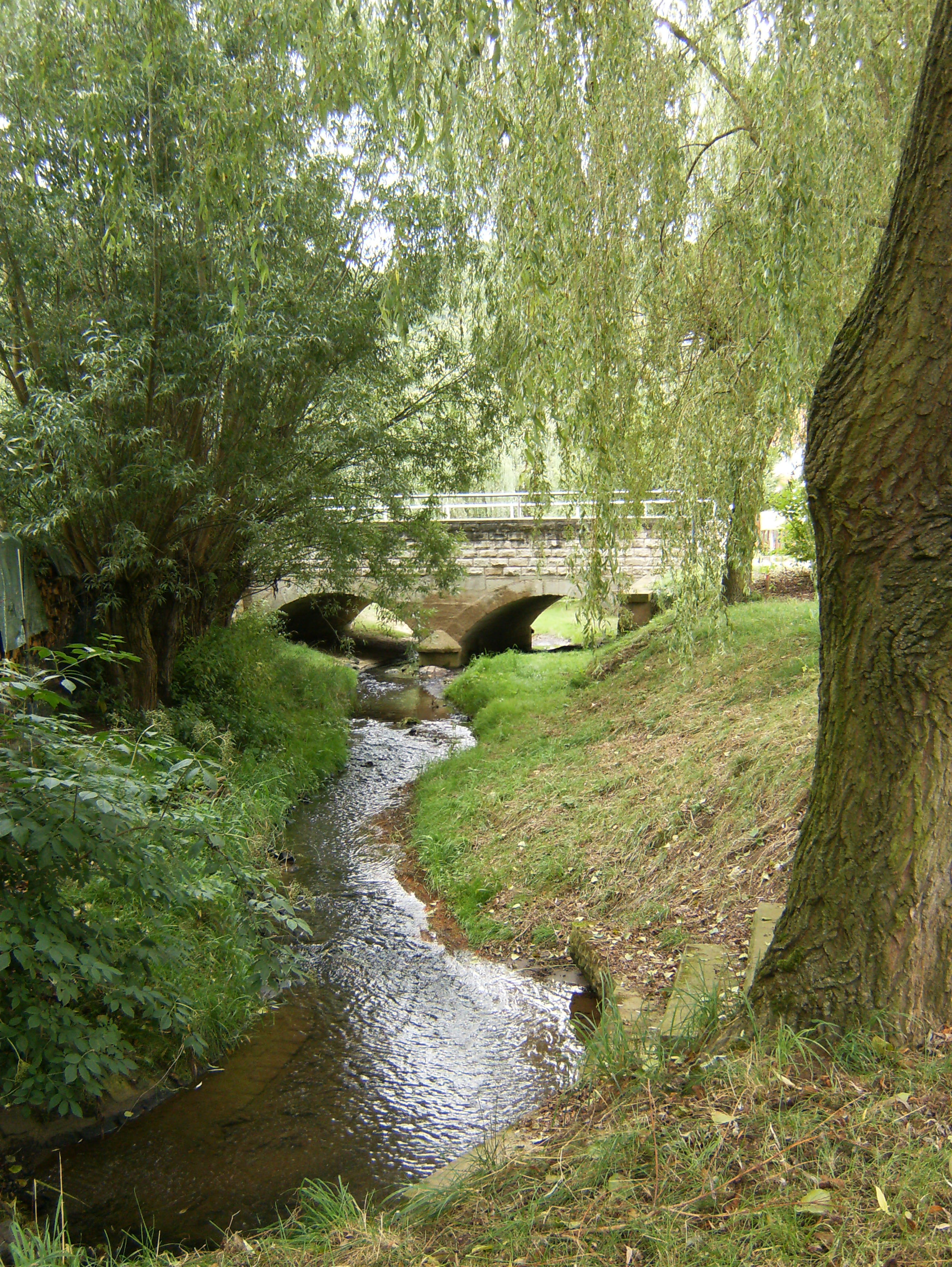
Collis, Bachlauf mit alter Steinbrücke

## Geologie
Am Ort gelegen sind die sogenannten Colliser Alpen, eine bemerkenswerte Kulmschieferformation; sie erstreckt sich in nordsüdlicher Richtung von Thränitz über Collis bis Kaimberg.

## Geschichte
Bis zur Gründung des Landes Thüringen gehörte Collis zum Fürstentum Reuß jüngere Linie. Bodenfunde lassen darauf schließen, dass die Gegend schon zur Eiszeit besiedelt war. 1827 wurde in der Gemarkung ein Hünengrab aus der Bronzezeit entdeckt, 1914 ein Slawengrab mit 14 Gebeinen. Bei Grabungen im Ort gefundene Eisenschlacken legen nahe, dass sich hier eine frühzeitliche Metallschmelze befand. Eine erste feste Besiedlung dürfte um 1200 entstanden sein, am 2. Juni 1293 wird ein Friedericus de Culs als Zeuge in einer Urkunde Heinrichs des Jüngeren von Weida genannt. Wahrscheinlich war dieses Geschlecht Besitzer eines Rittersitzes in Collis, nach denen der Ort benannt wurde.
Für 1388 und 1413 ist Collis als dem Rittersitz Thränitz zugehörig beurkundet. 1490 wird er durch Hans von der Phorten (Pforten) an die Familie von Uttenhofen verkauft. Später gelangte er zu Kaimberg, 1681 wieder an die Ritter zu Pforten. Die Colliser Bauern sind um diese Zeit den Lehnsherren zu Kaimberg frondienstig.
1827 zählt der Ort 17 Häuser und 90 Einwohner.
Pfarr- und Schulort für Collis war Thränitz, 1971 wurde Pforten zuständiger Schulort.
Die Strecke der 1865 eröffneten Gera-Gößnitzer Bahn soll auch über Colliser Grund führen, sodass es 1864 zu einem Prozess über die Enteignung von Grundstücken in der Gemarkung Collis kommt.
1912 erfolgte der Bau einer Wasserleitung, ab 1919 die Elektrifizierung.
Am 1. Juli 1950 wurde Collis in die Gemeinde Thränitz eingegliedert und zusammen mit ihr am 1. Juli 1994 nach Gera umgegliedert.
Eine zu DDR-Zeiten errichtete Rindermastanlage wird heute von der Agrargenossenschaft Kauern aus dem benachbarten Kauern (Landkreis Greiz) weiter betrieben.

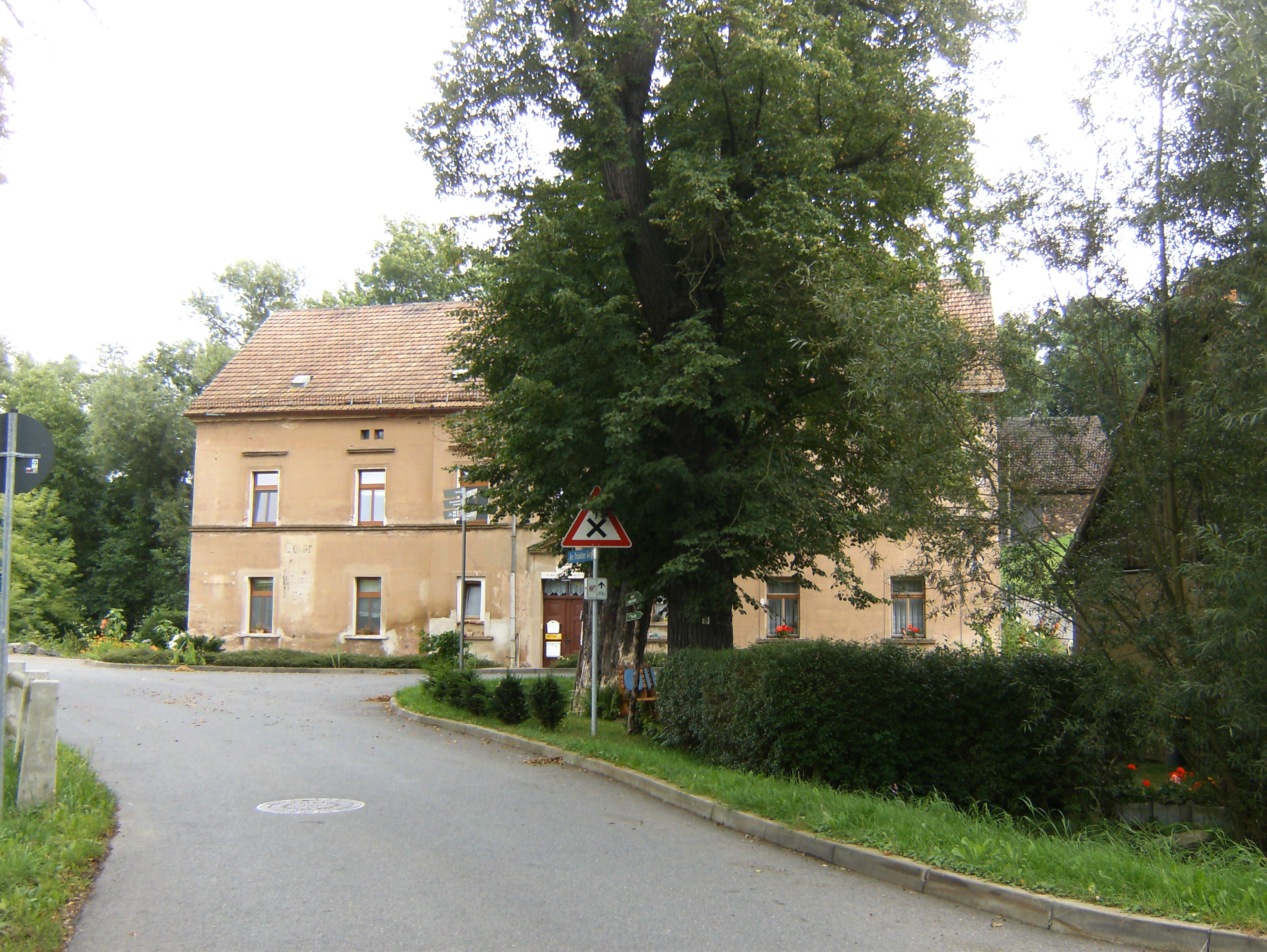
Die Collismühle

## Sehenswürdigkeiten
- Colliser Alpen
- Hünengrab an den Colliser Alpen.
- Zwei unter Denkmalschutz stehende Vierseithöfe.
- Collismühle, alte Wassermühle; nach einem Brand 1867 neu aufgebaut.

## Politik
Collis und Thränitz mit Am Stern sind seit dem 1. Juli 1994 zur Stadt Gera eingemeindet. Seitdem bilden die drei Orte den Ortsteil Thränitz der Stadt Gera mit eigener Ortschaftsverfassung und Ortsteilrat (bis II/2009 Ortschaftsrat). Ortsteilbürgermeister ist seit 1994 Dieter Karius (parteilos).

## Entwicklung der Einwohnerzahl
| Jahr      | 1867 | 1874 | 1939 | 2009 |
| Einwohner | 82   | 90   | 92   | 91   |

## Verkehr
- Collis wird über die Süd-Ost-Tangente Gera erschlossen.
- Eine ÖPNV-Anbindung besteht mit der GVB-Linie 12.
- Die nächstgelegene Bahnstation ist Gera-Gessental am Rande des Ortes.

## Freizeit
Im Gessental und Lammsbachtal befinden sich schön angelegte Wanderwege, u. a. zu den Colliser Alpen, die eine herrliche Weitsicht bieten. Hier befindet sich auch eine Schutzhütte. Dank entsprechender Infrastruktur ist der Ort ein idealer Ausgangs- bzw. Etappenort für Reitwanderungen in die Umgegend bzw. durch Thüringen.

## Bildung
Im benachbarten Thränitz befindet sich der
- Kindergarten Regenbogen der Volkssolidarität Gera.

Zuständige Grundschule ist die
- Staatliche Grundschule Neulandschule in Pforten.

Nächstgelegene Regelschule ist die
- Staatliche Regelschule Ostschule, Gera-Ostviertel.